# Vodní mlýn Sázavského kláštera
Vodní mlýn Sázavského kláštera v Sázavě-Černých Budech v okrese Benešov je vodní mlýn, jehož ruiny stojí na pravém břehu řeky Sázavy u jezu. Spolu s areálem kláštera a klášterním pivovarem je chráněn jako nemovitá kulturní památka České republiky; od roku 2008 má stupeň stavu 4 havarijní stav.

## Historie
Mlýn je poprvé zmíněn roku 1140 v kronice Kanovníka vyšehradského; v řece Sázavě prý na několik hodin zmizela voda a mlýn zůstal na suchu. Při husitských válkách byl roku 1421 husity zničen; majetek kláštera poté zabrán bratry Zajímači z Moravy. V roce 1500 mlynář platil 13 kop grošů ze mlýna a 20 kop z pily.
Roku 1570 přešel mlýn na Švihovské z Rýzmburka a v roce 1611 byl připojen k panství Komorní Hrádek. Za třicetileté války byl opět zničen a po jejím skončení opraven; Sázavský klášter jej odkoupil zpět. Po zrušení kláštera roku 1785 koupil panství od Náboženského fondu Vilém Tiegl z Prahy a mlýn pronajímal.
V roce 1889 mlýn vyhořel a nedlouho poté byl dvakrát poškozen povodněmi. Po obnově v roce 1904 byl postupně modernizován a o čtyři roky později si ve mlýně vyráběli vlastní elektřinu. Mletí bylo zastaveno roku 1950 a státní statek zde pouze šrotoval. Mlýn chátral a po roce 1990 byl prodán.

## Popis
Zděná budova se sedlovou střechou je patrová s půdním polopatrem. Byla postavena z červeného pískovce, mladší zdi jsou cihlové. V přízemí na severní straně jsou obytné místnosti, technologická část má tři podlaží včetně podkroví. Stropy jsou trámové. V jižním průčelí stojí malý přístavek se sedlovou střechou. Kolmo k mlýnu byla nad náhonem na turbínu rozestavěna nová část.
Voda na vodní kolo vedla od jezu. V roce 1663 měl mlýn 2 složení, roku 1703 tři složení a v roce 1900 byly instalovány ocelové válcové stolice. K roku 1500 je uváděna u mlýna pila, obnovená v roce 1703. Elektrárna byla při mlýně zřízena v roce 1908. V roce 1663 byl mlýn o dvou kolech na spodní vodu, roku 1703 o třech kolech (zaniklo). V roce 1930 byla ve mlýně jedna Francisova turbína (hltnost 3,33 m³/s, spád 0,90 m, výkon 30 k); dochováno torzo. Mlýn je zcela bez technologie, zanikla pila i stoupa. Dochovala se výroba elektrické energie; ve vybavení elektrárny jsou tři Kaplanovy turbíny o výkonu 330 kW.